# País del Amirgians
La satrapia dels Amirgians del país dels Amirgians (persa Sakā haumavargā, llatí amyrgiani), fou una entitat de la Pèrsia aquemènida formada pel territori ocupat pels nòmades escites, entre els quals els amirgians.
Era un territori de límits imprecisos del que la part sud-oest tocava al Iaxartes que els separava dels massàgetes i de Sogdiana.
La satrapia depenia de la gran satrapia de Bactriana.